# Grand Prix Formule 1 van Brazilië 2003
De Grand Prix Formule 1 van Brazilië 2003 werd gehouden op 6 april 2003 op Interlagos in São Paulo.

## Uitslag
| Pos | Nr. | Coureur               | Constructeur       | Rondes | Tijd/Opgave    | Startplaats | Punten |
| --- | --- | --------------------- | ------------------ | ------ | -------------- | ----------- | ------ |
| 1   | 11  | Giancarlo Fisichella  | Jordan-Ford        | 54     | 1:31:17.748    | 8           | 10     |
| 2   | 6   | Kimi Räikkönen        | McLaren - Mercedes | 54     | +0.945         | 4           | 8      |
| 3   | 8   | Fernando Alonso       | Renault            | 54     | +6.348         | 10          | 6      |
| 4   | 5   | David Coulthard       | McLaren - Mercedes | 54     | +8.096         | 2           | 5      |
| 5   | 10  | Heinz-Harald Frentzen | Sauber - Petronas  | 54     | +8.642         | 14          | 4      |
| 6   | 16  | Jacques Villeneuve    | BAR-Honda          | 54     | +16.054        | 13          | 3      |
| 7   | 4   | Ralf Schumacher       | Williams-BMW       | 54     | +38.526        | 6           | 2      |
| 8   | 7   | Jarno Trulli          | Renault            | 54     | +45.927        | 5           | 1      |
| 9   | 14  | Mark Webber           | Jaguar Racing      | 53     | Ongeluk        | 3           |        |
| 10  | 21  | Cristiano da Matta    | Toyota             | 53     | +1 Ronde       | 18          |        |
| DNF | 2   | Rubens Barrichello    | Scuderia Ferrari   | 46     | Benzinesysteem | 1           |        |
| DNF | 17  | Jenson Button         | BAR-Honda          | 32     | Ongeluk        | 11          |        |
| DNF | 19  | Jos Verstappen        | Minardi - Cosworth | 30     | Gespind        | 19          |        |
| DNF | 1   | Michael Schumacher    | Scuderia Ferrari   | 26     | Ongeluk        | 7           |        |
| DNF | 3   | Juan Pablo Montoya    | Williams-BMW       | 24     | Ongeluk        | 9           |        |
| DNF | 15  | Antônio Pizzonia      | Jaguar Racing      | 24     | Ongeluk        | 17          |        |
| DNF | 20  | Olivier Panis         | Toyota             | 17     | Botsing        | 15          |        |
| DNF | 12  | Ralph Firman          | Jordan-Ford        | 17     | Wielophanging  | 16          |        |
| DNF | 18  | Justin Wilson         | Minardi - Cosworth | 15     | Gespind        | 20          |        |
| DNF | 9   | Nick Heidfeld         | Sauber - Petronas  | 8      | Motor          | 12          |        |

## Wetenswaardigheden
- Laatste overwinning: Jordan, Ford motoren.
- Door twee crashes vlak na elkaar, werd de race middels een rode vlag beëindigd. Direct na de race werd Raikkonen tot winnaar uitgeroepen. Na protest van Jordan werd het resultaat later herzien en werd Fisichella alsnog tot winnaar uitgeroepen. Als het originele resultaat was blijven staan, dan was Raikkonen het wereldkampioenschap in puntenaantal gelijk geëindigd met Michael Schumacher, maar Schumacher was dan nog steeds wereldkampioen geweest omdat hij gedurende het seizoen 2003 meer races had gewonnen.
- Deze race was de laatste Grand Prix in Brazilië die aan het begin van het seizoen werd gereden.
- Dit was de eerste uitvalbeurt van Michael Schumacher sinds de Grand Prix van Duitsland 2001.
- Heinz-Harald Frentzen was de enige coureur die finishte zonder een pitstop te hebben gemaakt.
- Fernando Alonso belandde op het podium, maar stond hier niet wegens zijn verwondingen na de crash op de wrakstukken van de wagen van Mark Webber.

## Statistieken
| Snelste ronde | Rubens Barrichello | Scuderia Ferrari | 1:22.032 |

## Noot
- Dit was de eerste Grand Prix-winst en de tiende podiumplaats voor Giancarlo Fisichella.
- Dit was de zevenhonderdste officiële Formule 1-race die meetelde voor het wereldkampioenschap. In die 700 Grands Prix waren er een aantal records gevestigd:
  - Riccardo Patrese was de meest ervaren coureur met 256 Grand Prix-starts.
  - Ayrton Senna had 65 pole positions behaald en was tevens recordhouder met acht opeenvolgende pole positions.
  - Michael Schumacher had 52 snelste rondes, leidde 3.681 rondes als raceleider, 114 podiumplaatsen, 64 Grand Prix-winsten, en was in totaal 93 Grand Prix-weekeinden de leider van het kampioenschap geweest. Hij hield ook het record voor negentien opeenvolgende podiumplaatsen en 37 opeenvolgende Grand Prix-weekeinden als leider van het klassement. Schumacher deelde het record met Juan Manuel Fangio van vijf wereldtitels.
  - Jim Clark behield het record van acht Grand Slams.
  - Juan Manuel Fangio wist als enige vier opeenvolgende wereldtitels te behalen.
  - Alberto Ascari behield het record van zeven opeenvolgende snelste rondes én negen opeenvolgende Grand Prix-winsten.
  - Britse coureurs waren het meest succesvol geweest in zevenhonderd Formule 1 Grands Prix: 685 races gereden, 178 pole positions, 179 snelste rondes, 12.431 rondes als raceleider, 477 podiumplaatsen, 189 Grand Prix-winsten, negentien Grand Slams en twaalf wereldkampioenschappen.

1972 · 1973 · 1974 · 1975 · 1976 · 1977 · 1978 · 1979 · 1980 · 1981 · 1982 · 1983 · 1984 · 1985 · 1986 · 1987 · 1988 · 1989 · 1990 · 1991 · 1992 · 1993 · 1994 · 1995 · 1996 · 1997 · 1998 · 1999 · 2000 · 2001 · 2002 · 2003 · 2004 · 2005 · 2006 · 2007 · 2008 · 2009 · 2010 · 2011 · 2012 · 2013 · 2014 · 2015 · 2016 · 2017 · 2018 · 2019